# Smeeni
Smeeni is een Roemeense gemeente in het district Buzău.
Smeeni telt 6893 inwoners.